# کشاورز

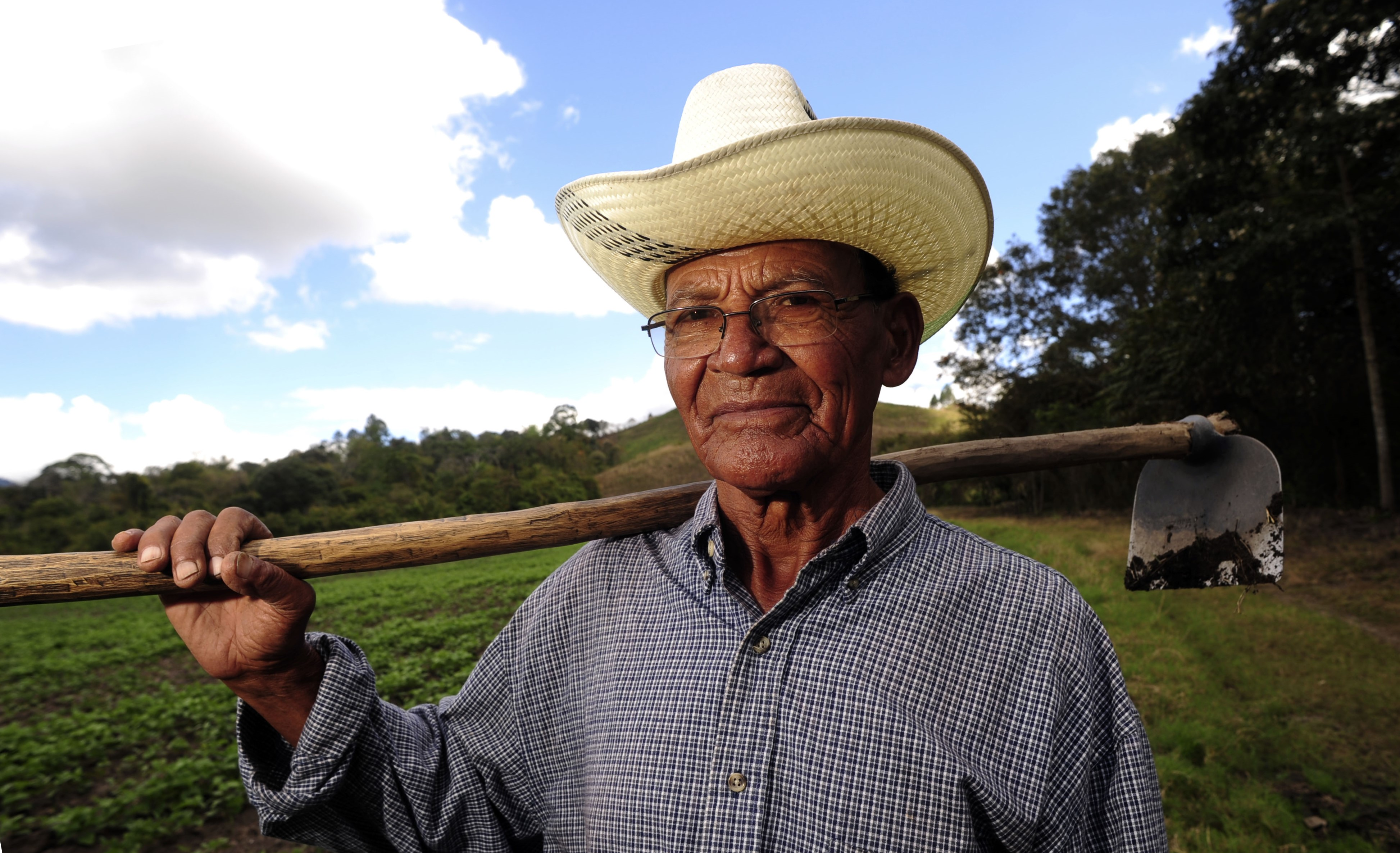
یک کشاورز اهل نیکاراگوئه

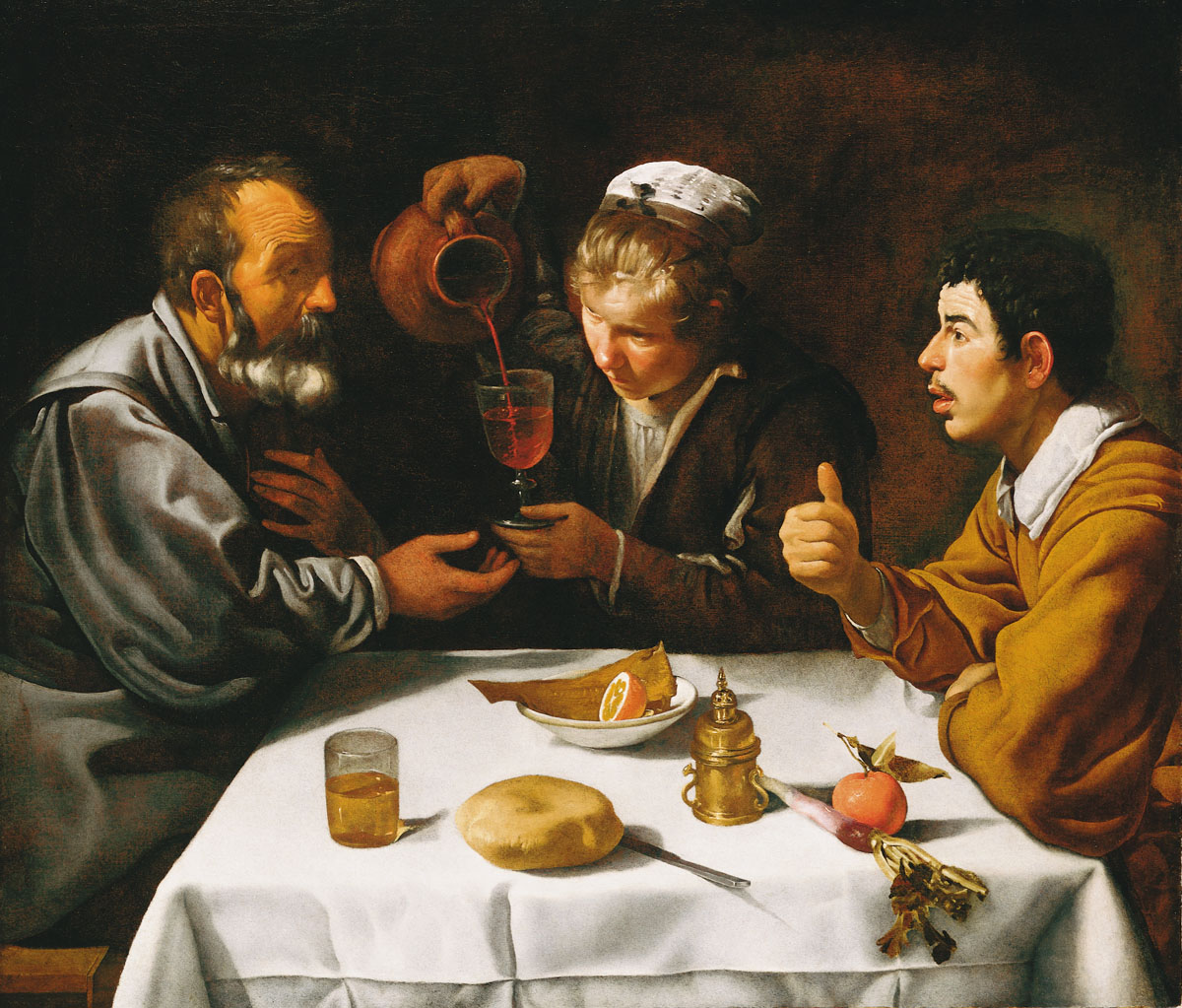
ناهار کشاورزان اثر ولاسکس

اصطلاح کشاورز به کسی که در تولید محصولات زراعی، باغی، دامی و طیور فعال است، صدق می‌کند. محصولات کشاورزی می‌تواند تنها برای مصرف خانوادهٔ کشاورز یا جامعه تولید شود.
در بسیاری از جوامع اصطلاحات گوناگونی برای فعالان بخش‌های مختلف کشاورزی در نظر گرفته شده‌است؛ به عنوان مثال، به کسانی که برای بهره‌برداری اقتصادی از گاو، گوسفند و بز نگه‌داری می‌کنند، دام‌دار یا چوپان و به کسانی که در باغ‌ها فعال می‌باشند، باغ‌دار و به کسانی که در زمین‌های زراعی فعال می‌باشند، کشاورز گفته می‌شود.